# Coccocypselum bahiense
Coccocypselum bahiense là một loài thực vật có hoa trong họ Thiến thảo. Loài này được C.B.Costa mô tả khoa học đầu tiên năm 2007.